# Rolf Sørensen
Rolf Sørensen (født 20. april 1965) er en dansk cykelagent og cykelkommentator samt tidligere professionel cykelrytter. Han er Danmarks næstmest vindende cykelrytter nogensinde med 51 sejre i sine i alt 17 sæsoner som cykelrytter.

## Aktiv cykelkarriere
Rolf Sørensens største bedrifter er blandt andet at vinde en sølvmedalje ved OL 1996, to etapesejre i Tour de France (1994 og 1996), en etapesejr i Giro d'Italia (1995) og sejre i klassikerne Liege-Bastogne-Liege i 1993 og i Flandern Rundt i 1997.
Rolf Sørensen har derudover vundet løbene Paris-Tours (1990), Tirreno-Adriatico (1987, 1992), Trofeo Laigueglia, Paris-Bruxelles (1992, 1994), Rund um den Henninger Turm (1993), Milano-Torino (1993), Kuurne-Bruxelles-Kuurne (1996) og Holland Rundt (1996, 1998). Derudover etaper i Tour de Suisse, Romandiet Rundt, m.fl.
Rolf Sørensen flyttede i en alder af blot 17 år til Italien, hvor han siden har boet. Mange italienere betragtede ham som en landsmand, og han fik kælenavnet Il Biondo pga. sit lyse hår. Det var også i Italien, at Sørensen fik sit internationale gennembrud med sin sejr i etapeløbet Tirreno-Adriatico i 1987 i en alder af blot 21. I Italiens største løb, Giro d'Italia, markerede Sørensen sig, udover sin ene etapesejr i 1995, ved to gange at opnå andenpladsen i pointkonkurrencen.
I den danske offentlighed er Rolf Sørensen blandt andet kendt for at have kørt i den gule førertrøje i Tour de France i 1991, hvor han erobrede den efter sejr i holdtidskørslen på 2. etape, og ikke mindst for at miste den igen efter at have pådraget sig et brækket kraveben ved et styrt i en rundkørsel kort før mål på 5. etape (han gennemførte etapen, men stillede ikke op til den næste). Rolf Sørensen var på det tidspunkt også den førende rytter i worldcuppen.
Af Rolf Sørensens mange top-10 placeringer i store løb skal det nævnes, at han vandt sølvmedalje i landevejsløb (linieløb) ved OL i 1996.
I offentligheden er han også kendt for sin rivalisering med Bjarne Riis, den anden store danske rytter i 1990'erne. Deres rivalisering var på sit højeste efter en disput over taktikken til VM i 1994.
Den 18. marts 2013 erkendte Rolf brug af doping.

### Post Danmark Rundt
- 2000: Samlet vinder[29]
- 1999: Samlet nummer to med +0.18 [29]
- 1998: Samlet nummer to med +0.54 [29]
- 1996: Samlet nummer to med +0.12 [29]
- 1988: Ungdomskonkurrencen, pointkonkurrencen (grøn trøje) og samlet nummer to med +0.05 [29]
- 1987: Ungdomskonkurrencen og samlet nummer to med +0.06 [29]
- 1986: Pointkonkurrencen (grøn trøje)

Er således 5 gange i alt blevet samlet nummer to.
Rolf Sørensen er den rytter, der har haft flest dage i gult i Danmark Rundt med sine 11 dage. Nummer to er Kim Andersen og Jakob Piil, som med 2003 udgaven hver har kørt seks dage i gult.
Rolf Sørensen er sammen med Jesper Skibby de eneste, der har vundet etaper såvel i det »gamle« Danmark Rundt som i det »nye«. Rolf Sørensen vandt i alt tre etaper. I 1999 vandt han etapen der gik fra Aalborg til Århus. Rolf Sørensen er den cykelrytter der har været på podiet flest gange i Danmark Rundt podiet, det har han været seks gange. Han er den cykelrytter der næstflest antal dage har været i den gule trøje under Post Danmark Rundt.

### Tour de France
Rolf Sørensen deltog syv gange i Tour de France, 1991(udgået), 1992(udgået), 1993, 1994, 1996, 1997 og 2001. Rolf Sørensens bedste samlede placering var i 1994, hvor han blev nr. 19.
I 1991, hans første optræden i løbet, opnåede Rolf fire dage i den gule førertrøje. Han erobrede den efter sejr i holdtidskørslen på 2. etape, men mistede den da han udgik med et brækket kraveben efter et styrt i en rundkørsel kort før mål på 5. etape. Den følgende dag nægtede klassementets nye førstemand, Greg LeMond, at stille op i den gule førertrøje.
I 1994 var Sørensen igen med til at vinde holdtidskørslen. Senere i løbet vandt han selv 14. etape efter at have slået australieren Neil Stephens i en tomandsspurt. I 1996, hvor rivalen Bjarne Riis ellers løb med opmærksomheden, vandt han 13. etape efter opstigningen til Superbesse. Han vandt spurten foran Orlando Rodrigues og de stærke franskmænd Richard Virenque og Luc Leblanc.

### OL
Da professionelle cykelryttere for første gang fik lov til at deltage i OL i 1996 i Atlanta, var Rolf Sørensen en af deltagerne. Da tre mand kom alene i spidsen med 33 km tilbage, var Sørensen en af disse sammen med franske Pascal Richard og britiske Max Sciandri. Ved målstregen blev det Sørensen og Richard, der kom til at dyste om sejren, og franskmanden var hurtigst på stregen, mens Sørensen blev nummer to og Sciandri fik bronze to sekunder bagud.
Han var også med ved OL 2000 i Sydney, hvor han blev nummer 58.

### Doping
Rolf Sørensen var længe en af de "store" danske cykelryttere i sin generation, som stod fast ved, at han ikke havde benyttet sig af doping. Udtrykket "Rolf er ren" blev populariseret af især radioprogrammet Monte Carlo, som en ironisk kommentar til hans påstand om at han er "ren", idet flere andre cykelryttere på samme niveau fra hans tid er blevet fanget i brug af doping. Tidligere cykelrytter Tyler Hamilton, har i et interview udtalt, at han anser det for usandsynligt, at Rolf Sørensen ikke har gjort brug af doping. En julebryg fra Trekantens Bryghus har ligeledes fået navnet "Rolf er ren" efter misæren.
18. marts 2013 indrømmede han i en pressemeddelelse, at han igennem halvfemserne periodevist havde brugt epo og i enkelte tilfælde kortison.

## Titler
1983 – amatør (junior)
- Vandt VM i holdløb (med Søren Lilholt, Alex Pedersen og Kim Faarvang Olsen)

1986 – Murella-Fanini
- Vandt NM i landevejsløb (amatør)

1987 – Remac-Fanini
- Vandt Tirreno-Adriatico + etape
- Vandt G.P. Pino Cerami

1988 – Ariostea
- Vandt etape i Den Sicilianske Cykeluge
- Vandt G.P. Camaiore
- Vandt etape i Danmark Rundt
- Vandt etape i Schwabenbrau Cup

1989 – Ariostea
- Vandt Trofeo Pantalica
- Vandt Giro dell'Etna
- Vandt Coppa Bernocchi
- Vandt G.P. Heule (belgisk kermesse)

1990 – Ariostea
- Vandt Den Sicilianske Cykeluge + etape
- Vandt Trofeo Laigueglia
- Vandt Paris-Tours
- Vandt Trofeo Tinchella

1991 – Ariostea
- Vandt etape i Schweiz Rundt
- 4 dage i Den Gule Førertrøje i Tour de France (udgik med brækket kraveben efter styrt)

1992 – Ariostea
- Vandt Tirreno-Adriatico + etape
- Vandt etape i Hofbräu Cup
- Vandt Paris-Bruxelles

1993 – Carrera
- Vandt etape i Tirreno-Adriatico
- Vandt etape i Tre Dage ved Panne
- Vandt 2 etaper i Vuelta al Pais Vasco
- Vandt Liege-Bastogne-Liege
- Vandt Rund um den Henninger Turm
- Vandt 3 etaper i Romandiet Rundt
- Vandt RAI Derny Criterium Amsterdam
- Vandt etape i Schweiz Rundt
- Vandt Coppa Bernocchi
- Vandt Milano-Torino
- Vandt Københavns seksdagesløb (med Jens Veggerby)

1994 – GB-MG
- Vandt: Trofeo Laigueglia
- Vandt etape i Tour de France
- Vandt Trofeo Matteotti
- Vandt Paris-Bruxelles

1995 – MG-Technogym
- Vandt etape i Vuelta al Pais Vasco
- Vandt etape i Giro d'Italia
- Vandt etape i Tour de Luxembourg

1996 – Rabobank
- Vandt Kuurne-Brussel-Kuurne
- Vandt etape i Tirreno-Adriatico
- Vandt etape i Tour de France
- Vandt etape i Danmark Rundt
- Vandt Holland Rundt + etape

1997 – Rabobank
- Vandt etape i Tirreno-Adriatico
- Vandt etape i Tre Dage ved Panne
- Vandt Flandern Rundt

1998 – Rabobank
- Vandt etape i Tirreno-Adriatico
- Vandt Holland Rundt

1999 – Rabobank
- Vandt kriterium i Freiburg
- Vandt etape i Danmark Rundt

2000 - Rabobank
- Vandt Danmark Rundt

## Efter cykelkarrieren
Rolf Sørensen har efter sin karriere stadig været aktiv i cykelverdenen, blandt andet som rådgiver for det unge talent Matti Breschel, og fra 2006 har han været fast ekspert-kommentator på cykelløb på TV 2. Han var i juni 2007 tillige med i opløbet om stillingen som sportschef på TV2Sport, men blev vejet og fundet for let af ledelsen.
I 2018 deltog Sørensen i sæson 15 af Vild med dans, hvor han dansede med Karina Frimodt. Efter uge 8 trak han sig fra konkurrencen, efter han kom til skade med sit ben.

## Familie
Rolf Sørensens far, Jens Sørensen, var også cykelrytter og deltog blandt andet i OL 1960 i Rom i 4000 m holdforfølgelsesløb.